# SV De Griffioen
SV De Griffioen was een omnisportvereniging uit Oosterwolde, gemeente Ooststellingwerf, Friesland, Nederland. SV De Griffioen is in 2020 gefuseerd met DIO Oosterwolde. De club gaat sindsdien verder als SV Oosterwolde.

## Algemeen
De vereniging werd opgericht op 21 oktober 1959 nadat de DIO kenbaar had gemaakt geen zaterdagafdeling te willen. Nadat de gymnastiek- en korfbalvereniging Ascenco zich bij De Griffioen aansloot werd het een omnisportvereniging. In de jaren '70 werd ook de zaalvoetbalafdeling opgericht. In 1980 volgde de badminton- en in 1982 de tafeltennisafdeling. De badmintonafdeling ging in 1985 zelfstandig verder als BCO. De gymnastiek-, korfbal- en tafeltennisafdeling werden vroegtijdig opgeheven. Per 1 juli 2020 fuseerde de vereniging met DIO tot SV Oosterwolde.

## Voetbal
Samen met DIO vormde het in 2008 JV Oostenburg, vernoemd naar "Sportpark Oostenburg" waar beide clubs hun thuisbasis hadden. Bij deze "samenwerkende jeugdopleiding" (SJO) speelde ook de jeugd van FC Fochteloo en herbergde deze ook het vrouwenvoetbal.

### Standaardelftal
Het standaardelftal speelde van 2013/14-2015/16 in de Vierde klasse zaterdag van het KNVB-district Noord nadat het van 2008/09-2012/13 vijf seizoenen in de Derde klasse uitkwam, de tot dan toe hoogst bereikte klasse. Middels het klassekampioenschap in 4D in het seizoen 2015/16 werd de Derde klasse voor de tweede keer bereikt. In het seizoen 2016/17 werd middels het klassekampioenschap de Tweede klasse bereikt, ook de klasse waarin in het laatste seizoen (2019/20) werd gespeeld en tevens de klasse waarin SV Oosterwolde startte.

#### Erelijst
kampioen Derde klasse: 2017
kampioen Vierde klasse: 2008, 2016
kampioen Zesde klasse: 2002
kampioen Tweede klasse FVB: 1975, 1987

#### Competitieresultaten 1965–2020
| 3 2A |

| 2 2A |

| 11 1B |

| 2 2B |

| 5 1A |

| 11 1A |

| 12 1A |

| 9 2C |

| 8 2C |

| 7 2C |

| 1 2C |

| 4 1B |

| 7 1B |

| 4 1B |

| 11 1B |

| 2 2C |

| 4 2C |

| 8 2C |

| 10 2C |

| 8 2C |

| 3 2C |

| 3 2C |

| 1 2D |

| 2 1A |

| 5 4A |

| 10 4A |

| 8 4A |

| 4 4D |

| 6 4D |

| 10 4D |

| 6 4B |

| 10 4B |

| 12 4C |

| 10 5A |

| 11 5C |

| 4 6C |

| 11 5B |

| 1 6C |

| 3 5D |

| 7 4D |

| 9 4B |

| 3 4D |

| 3 4D |

| 1 4D |

| 3 3D |

| 9 3D |

| 3 3D |

| 4 3D |

| 13 3D |

| 6 4D |

| 6 4D |

| 1 4D |

| 1 3A |

| 9 2I |

| 5 2J |

| -- 2J |

| Tweede klasse | Derde klasse | Vierde klasse | Vijfde klasse | Zesde klasse | Eerste klasse FVB | Tweede klasse FVB |

In elke staaf van de grafiek staat van boven naar beneden vermeld: 
- Eindnotering

Dit is de positie die de club heeft bereikt in de competitie, zonder eventuele beslissings-, play-off- of nacompetitiewedstrijden die nodig zijn geweest om bijvoorbeeld de kampioen van de competitie te bepalen.
Indien een * achter het getal staat is de notering een tussenstand en kan het zijn dat de notering niet overeenkomt met de uiteindelijke eindstand van de competitie.
Staat er een - dan is het seizoen nog bezig en is er geen definitieve uitslag bekend.
Staat er xx op de positie van de notering, dan heeft de club vroegtijdig de competitie verlaten. Dit kan onder andere komen door terugtrekking van het team, faillissement van de club of door een uitgedeelde straf van de KNVB. In veel gevallen staat elders in het artikel de reden vermeld.
Staat er een ? dan is het resultaat uit het verleden onbekend, en is alleen de competitie of het niveau bekend van dat seizoen.
In de seizoenen 2019/20 en 2020/21 werd wegens de coronacrisis het amateurvoetbal afgebroken. Daardoor kennen deze staven geen eindklassering (middels -- weergegeven).
- Competitieniveau en afdelingsletter of Officiële eindstand Eredivisie
  - Competitieniveau en afdelingsletter

Hierbij geeft het getal het niveau weer, dat ook terug te vinden is in de legenda. De letter is de afdelingsaanduiding en wordt gebruikt wanneer er meer afdelingen zijn op hetzelfde niveau. De afdelingsletter is altijd een hoofdletter en wordt meestal zonder nummer gebruikt.
Voorbeeld: 2F is niveau 2e klasse competitie F.
Het competitieniveau en nummer wordt niet vermeld wanneer er slechts één competitie van dit niveau was.
  - Officiële eindstand Eredivisie (getal staat tussen haakjes vermeld)

Sinds de introductie van play-offwedstrijden voor Europees voetbal na afloop van de reguliere competitie in 2005/06, is de KNVB verplicht een eindstand van de Eredivisie door te geven aan de UEFA aan de hand van deze play-offwedstrijden.
Bij deze eindstand staan clubs die zich hebben gekwalificeerd voor Europees voetbal hoger dan clubs die zich niet wisten te kwalificeren. Indien er geen verschil was tussen de eindnotering en de officiële eindstand, staat dit getal niet vermeld.

- Onderafdeling

Hier staat afgekort de naam van de onderafdeling indien de club in dat jaar in een onderafdeling uitkwam. Tevens staat deze afkorting in de legenda en wordt gelinkt naar het artikel over deze onderafdeling. Deze afkorting wordt alleen vermeld wanneer de club in het verleden in verschillende onderafdelingen heeft gespeeld. Deze vermelding is in de staaf altijd in kleine letters. Deze onderafdelingen zijn na het seizoen 1995/96 afgeschaft. Heeft de club in slechts één onderafdeling gespeeld, dan is dit alleen terug te vinden in de legenda.
Onder de staaf staat het jaartal vermeld waarin het seizoen is afgesloten. 15 verwijst naar het seizoen 2014/15 of eventueel het seizoen 1914/15.
Wanneer een staaf leeg is, zijn deze gegevens niet bekend. Het kan ook zijn dat de club dat seizoen niet heeft meegespeeld op het hogere amateurniveau, vroegtijdig de competitie heeft verlaten of uit de competitie is gezet.

In het seizoen 1944/45 was er wegens de Tweede Wereldoorlog geen regulier competitievoetbal.

### Ooststellingwerfcup
In 2008 maakte de Ooststellingwerfcup zijn rentree. Nadat het in 1993 ter ziele was gegaan wegens verschillende redenen, kwam een groep vrijwilligers uit Waskemeer op het idee om het toernooi opnieuw op te zetten. Deelnemende clubs naast SV De Griffioen waren onder andere DIO Oosterwolde, SV Donkerbroek, FC Fochteloo, SV Haulerwijk, Sportclub Makkinga, VV Sport Vereent, VV Stânfries, VV Trinitas en VV Waskemeer.
Voormalig: DIO Oosterwolde · SV De Griffioen · VV Haulerwijk · ZVV Haulerwijkse Boys · OZC